# Edificio Roig Vives
El edificio Roig Vives es un edificio de viviendas de España situado en la calle Játiva número 4 de la ciudad de Valencia se construyó sobre el solar el antiguo Convento de Jerusalén, en la línea que antiguamente ocupaban las murallas que encerraban el recinto histórico. El solar ocupa un espacio entre medianeras que adquiere mayor profundidad tomando en planta baja parte del patio de manzana. Se trata de un edificio residencial construido en 1944 con proyecto del arquitecto Francisco Javier Goerlich.

## Descripción
El programa del edificio responde al uso residencial. Cuatro viviendas de gran tamaño por planta organizadas de forma simétrica respecto a dos cajas de escalera situadas en el centro de cada mitad. Las piezas principales se disponen en la parte recayente a la calle Xàtiva, desarrollando el resto del programa en dirección al patio de manzana.
La elección está sobradamente justificada, pues éste es un ejemplo de arquitectura racionalista valenciana de gran calidad. Con independencia de la inteligente organización de la planta, siguiendo un esquema clásico, pero dotando a la misma de una gran rentabilidad y articulación, en su fachada encontramos una composición doble de estilo art déco valenciano, con un eje de simetría central, coronado por un cuerpo en forma de torre escalonada.
Al contrario que en las composiciones clásicas, no se dispone a lo largo del mismo de un gran hueco central que domine la composición, sino que, por el contrario, es un entrepaño ciego el que se dispone en su lugar, coronado un cuerpo en forma de torre escalonada, remarcando esta línea vertical con una hendidura. A los dos lados de esta se disponen dos paños idénticos, en los que son de destacar sus cuerpos de miradores rectangulares y sus balcones de planta redondeada.
Elementos característicos del movimiento Déco son utilizados por Goerlich como recursos compositivos con gran maestría, como los ranurados en las jambas de las ventanas o en los aleros volados de escaso canto. También se manifiesta esta tendencia en la partición de las fenestraciones, y en la proporción de los huecos, donde la verticalidad domina siempre.
Es también interesante destacar los detalles en la decoración del zaguán, donde los guiños art déco son constantes. Mármoles blancos y negros son combinados en el peldañeado de la escalera y en los zócalos de los paños verticales.